# Lijst van alumni van de Vrije Universiteit Brussel
Wetenschappers
- Willy Gepts (1922-1991)
- Leo Apostel (1925-1995)
- Clement Hiel (1952-)
- Jean Paul Van Bendegem
- Jean Bourgain (1954-)
- Ingrid Daubechies (1954-)
- Francis Heylighen
- Paul Devroey
- Ludo Cornelis
- Luc Steels
- Pattie Maes
- Patrick Baert
- Els Witte
- Kris Deschouwer
- Mark Elchardus
- Maurits van den Noort
- Jonathan Holslag
- Dave Sinardet
- Werner-Édouard de Saeger van Nattenhaesdonck
- Anne van Grevenstein-Kruse
- Joëlle Rozie

Kunstenaars
- André Delvaux (1926-2002)
- Jef Geeraerts (1930-2015)
- Barthold Kuijken (1949-)
- Erik Pevernagie (1939-)
- Fabienne Demal (Axelle Red) (1968-)
- Frank Vander linden

Politici
- Els Ampe (1979-)
- Bert Anciaux (1959-)
- Norbert De Batselier (1947-)
- Pieter De Crem
- Karel De Gucht (1954-)
- Patrick Dewael (1955-)
- Annemie Neyts (1944-)
- Camille Paulus
- Louis Tobback (1938-)
- Peter Vanvelthoven (1962-)
- Willy Claes (1938-)
- Bruno Valkeniers
- Wouter De Vriendt (1977-)
- Jean-Jacques De Gucht
- Herman De Croo
- Alexander De Croo
- Mathias De Clercq
- Willy De Clercq
- Sven Gatz
- Guy Vanhengel
- Bart Tommelein
- Marino Keulen
- Annemie Neyts
- Jan Jambon
- Bruno Tobback
- Maggie De Block
- Guy Swennen
- Nadia Sminate
- Sammy Mahdi
- Sihame El Kaouakibi

Journalisten en mediafiguren
- Danira Boukhriss (1990-)
- Greet De Keyser (1963-)
- Yves Desmet (1959-)
- Goedele Liekens (1963-)
- Tony Mary (1950-)
- Saartje Vandendriessche (1975-)
- Marcel Vanthilt (1957-)
- Axelle Red
- Nathalie Dyck
- David Dehenauw

Sporters
- Sébastien Godefroid (1971-)
- Jürgen Roelandts
- Dirk Van Tichelt
- Ann Simons
- Leen Dom
- Els Dom
- Laure Aerts
- Kathleen Smet
- Brigitte Becue
- Heidi Rakels
- Ann Wauters
- Ulla Werbrouck

Overige
- Rosette S'Jegers
- Eric Boyer de la Giroday